# Charles County
Charles County is een county in de Amerikaanse staat Maryland.
De county heeft een landoppervlakte van 1.194 km² en telt 120.546 inwoners (volkstelling 2000). De hoofdplaats is La Plata.

## Geboren
- Matthew Henson (Nanjemoy, 1866-1955), ontdekkingsreiziger en poolonderzoeker